# Nuncjatura Apostolska w Kuwejcie
Nuncjatura Apostolska w Kuwejcie – misja dyplomatyczna Stolicy Apostolskiej w Kuwejcie. Siedziba nuncjusza apostolskiego mieści się w Kuwejcie. Obecnym nuncjuszem jest Irlandczyk abp Eugene Nugent. Pełni on swą funkcję od 7 stycznia 2021.
Nuncjusz apostolski w Kuwejcie jest również akredytowany przy rządach:
- Bahrajnu (od 2001)
- Jemenu (od 2001)
- Kataru (od 2003)

## Historia
Nuncjaturę Apostolską w Kuwejcie utworzył w październiku 1968 papież Paweł VI. Nuncjusze rezydują w Kuwejcie od 2001. Wcześniej nuncjuszami w Kuwejcie byli nuncjusze z Libanu bądź Iraku.
W latach 1993–2020 nuncjusze apostolscy w Kuwejcie pełnili również funkcję delegata apostolskiego Półwyspu Arabskiego - łącznika z Kościołem w państwach Półwyspu Arabskiego, które nie utrzymywały oficjalnych stosunków dyplomatycznych ze Stolicą Apostolską. Obecnie jedynym takim państwem w regionie jest Arabia Saudyjska, a urząd delegata od 2020 jest nieobsadzony.
W latach 2007–2020 nuncjusze apostolscy w Kuwejcie akredytowani byli w Zjednoczonych Emiratach Arabskich.

## Szefowie misji dyplomatycznej Stolicy Apostolskiej w Kuwejcie

### Pronuncjusze apostolscy
- abp Alfredo Bruniera (1969–1975) Włoch; jednocześnie nuncjusz apostolski w Libanie
- abp Jean Rupp (1975–1978) Francuz; jednocześnie pronuncjusz apostolski w Iraku
- abp Antonio del Giudice (1978–1982) Włoch; jednocześnie pronuncjusz apostolski w Iraku
- abp Luigi Conti (1983–1987) Włoch; jednocześnie pronuncjusz apostolski w Iraku
- abp Marian Oleś (1987–1991) Polak; jednocześnie pronuncjusz apostolski w Iraku

### Nuncjusze apostolscy
- abp Pablo Puente Buces (1993–1997) Hiszpan; jednocześnie nuncjusz apostolski w Libanie
- abp Antonio Maria Vegliò (1997–1999) Włoch; jednocześnie nuncjusz apostolski w Libanie
- abp Giuseppe De Andrea (2001–2005) Włoch
- abp Bulus Mundżid al-Haszim (2005–2009) Libańczyk
- abp Petar Rajič (2009–2015) Chorwat
- abp Francisco Padilla (2016–2020) Filipińczyk
- abp Eugene Nugent (od 2021) Irlandczyk